# Port Hueneme
Port Hueneme, fundada en 1902, es una ciudad ubicada en el condado de Ventura en el estado estadounidense de California. En el año 2000 tenía una población de 21,845 habitantes y una densidad poblacional de 1,805.4 personas por km².

## Geografía
Port Hueneme se encuentra ubicada en las coordenadas 34°9′37″N 119°11′40″O / 34.16028, -119.19444. Según la Oficina del Censo, la ciudad tiene un área total de 12,1 km² (4,7 mi²), de la cual 11,5 km² (4,4 mi²) es tierra y 0,6 km² (0,2 mi²) (4.72%) es agua.

## Demografía
Según la Oficina del Censo en 2007 los ingresos medios por hogar en la localidad eran de $42,246, y los ingresos medios por familia eran $46,056. Los hombres tenían unos ingresos medios de $30,314 frente a los $25,703 para las mujeres. La renta per cápita para la localidad era de $17,311. Alrededor del 12.2% de la población estaban por debajo del umbral de pobreza.

## Educación
El Distrito Escolar Hueneme gestiona escuelas primarias y medias públicas.
El Distrito Unido de Escuelas Preparatorias de Oxnard gestiona las escuelas preparatorias (high schools) públicas.